# Incendio forestal de Moratalla de 1994
El incendio de Moratalla de 1994 comenzó el 4 de julio de dicho año en el municipio español de Moratalla, en la zona conocida como Peñón del Serrano, por un posible fallo eléctrico. Principalmente ardieron casi toda la sierra de La Muela, toda la sierra del Cerezo y los montes situados entre ésta y el santuario de Nuestra Señora de la Esperanza, en Calasparra, a orillas del río Segura; salvándose la sierra de Hondares. Las investigaciones apuntaban a un fallo eléctrico provocado por el contacto de un pino con el tendido eléctrico produciendo una chispa, ya que en días anteriores se habían realizado labores de mantenimiento en el cableado de la zona. Los primeros indicios de fuego fueron las llamadas de vecinos de Moratalla sobre las 10.30 de la mañana del 4 de julio alertando sobre el humo procedente de la sierra. En el momento de mayor expansión se alcanzaron varios frentes en Moratalla, Benizar, Camping La Puerta (que fue desalojado), Calasparra, la reserva natural de Sotos y Bosque de la ribera de Cañaverosa y Cieza, sumando en total 90 km. Debido, entre otros, a que no alcanzó grandes núcleos de población no hubo víctimas mortales. Actualmente es considerado como el peor incendio registrado en la Región de Murcia y de los más importantes de España.

## Factores de expansión de las llamas
El incendio se expandió rápidamente debido a varios factores:
- El incendio no se detectó en la garita de vigilancia forestal hasta que no cobró fuerza debido a la localización de la misma.
- Se expandió por plantaciones de cereales y monte viejo, con gran carga de combustible.
- La ola de calor registrada en la zona, con temperaturas cercanas la los 46 °C y viento fuerte.
- El lugar de inicio del fuego era de difícil acceso para los medios terrestres.
- La escasez de medios estatales, que estaban en otros incendios de Valencia y Galicia.
- La necesidad de concentrar efectivos en lugares sensibles (Santuario de la Esperanza, camping La Puerta) y la presencia de un frente hacia Cieza y otro hacia Moratalla.
- La falta de medios humanos y materiales para este tipo de superincendios, desconocidos en Murcia hasta esa fecha.

## Regeneración de la zona
Tras el incendio, el Gobierno de la Región de Murcia realizó diversas labores de replantación de Pinus halepensis 
(pino carrasco), limpieza de residuos generados por las labores selvícolas y construcción de infraestructuras en la zona para combatir los incendios, como caminos de acceso y creación de puntos de agua para suministro de los medios de extinción.
Tras el incendio, se tuvo que instalar una malla para evitar la caída de piedras en el cortado de conglomerado de río que alberga el Santuario de la Esperanza. Dicho lugar en la margen derecha del río Segura no fue afectado en su parte de jardín o en el propio santuario, pero sí en la margen izquierda del río y en todo el entorno, ardiendo también ejemplares muy antiguos de almez (Celtis australis) de la margen derecha que rebrotaron. Toda la zona de bosque de ribera alrededor del santuario se halla veinte años después en un estado de conservación mejor incluso que en 1994 debido a la intervención con plantación de especies autóctonas en la margen derecha del río.